# Juïgues
L'antic lloc de Juïgues, únic topònim alt-medieval d'aquestes comarques que indica un establiment de població jueva, es troba a l'entitat de població de Vilamarí, del municipi de Vilademuls, al costat del mas Sobirà, avui conegut per Can Güell, en una petita vall regada pel torrent de Règalo, afluent de la Farga. Hi ha l'església de Sant Pere.
L'alou de «Judaicas» fou adquirit al voltant de l'any 888 pel comte Delà per traslladar les 25 famílies jueves establertes en aquest lloc a la ciutat de Girona. Segurament s'intentava vitalitzar l'activitat artesana i comercial de la ciutat. Delà, que governava associat amb el seu germà Sunyer, actuava com a comte de Girona. Delà i la seva esposa Quíxol llegaren l'alou de Juïgues a llur filla Virgília qui l'any 941 en va fer donació a la seva germana Ranló que esdevindria abadessa del Monestir de Sant Joan de les Abadesses. L'any 957, Ranló va donar la possessió de «Judaicas» al monestir de Ripoll. L'any 983 hi hagué un judici pels drets sobre una part d'aquesta propietat entre l'abadia de Ripoll i els habitants de l'indret, 25 caps de casa encapçalats per Gistrimi, provinents del repoblament ordenat pel comte Delà, després del trasllat dels jueus a Girona. Probablement els monjos de Ripoll degueren fundar aquesta església. No se'n tenen notícies antigues; probablement fou sempre una capella de veïnat, sufragània de la parroquial de Vilamarí. La diada de l'aplec ha perdurat fins data recent. En la postguerra fou objecte d'obres de reparació però des dels anys seixanta quedà abandonada i utilitzada com a magatzem. Entre els anys 1998 i 2002, va ser restaurada per l'ajuntament de Vilademuls i el Centre Excursionista de Banyoles.